# Joe Cassidy
Joseph Cassidy (ur. 30 lipca 1872, zm. ?) – szkocki piłkarz, który występował na pozycji napastnika.
Karierę piłkarską rozpoczął Motherwell Athletic F.C.. Następnie grał w Blyth F.C., skąd w marcu 1893 przeszedł do występującego w Division One Newton Heath. W maju 1893 został zawodnikiem Celticu, a w marcu 1895 powrócił do Newton Heath. Z wyjątkiem sezonu 1897/1898 był najlepszym strzelcem zespołu.
W kwietniu 1900 został sprzedany za 250 funtów do Manchesteru City, a w sezonie 1900/1901 w 30 meczach zdobył 14 bramek. Po jego zakończeniu przeszedł do Middlesbrough za 75 funtów, gdzie występował przez pięć lat. W 1906 został grającym trenerem w Workington.